# Щастя за рецептом (фільм)
«Щастя за рецептом» — російський кінофільм 2006 за повістю Катерини Вильмонт «Курка в польоті».

## Зміст
Елла Якушева — блискучий адвокат, затребуваний на роботі фахівець - на жаль, не має жодної хвилини на саму себе. На роботі - нескінченні справи, вдома - нетямущий приятель, що норовить спихнути свої проблеми на тендітні жіночі плечі, і лише у минулому - безхмарне життя в Одесі разом з мамою і татом. Молодій жінці, немов білку в колесі, доводиться робити кілька справ одночасно - а це позначається на зовнішності і характері не найкращим чином. І ось настає такий день, коли знайомі починають натякати, що пора б Еллі серйозно зайнятися своїм зовнішнім виглядом. Цього ж дня в даний вторгається вісник з минулого, і молода жінка зустрічається віч-на-віч зі старими проблемами ...

## Ролі
| Актор                 | Роль                          |
| --------------------- | ----------------------------- |
| Євгенія Добровольська | Елла Якушева                  |
| Дмитро Брусникин      | Дмитро Воронцов               |
| Ада Роговцева         | Євгенія Веніамінівна (бабуся) |
| Катерина Васильєва    | Антоніна Сократівна (бабуся)  |
| Катерина Семенова     | Маша (краща подруга Елли)     |
| Ігор Бочкін           | Міша                          |
| Олена Проклова        | Людмила (мати Елли            |
| Ігор Золотовицький    | Аркадій Пузайцер              |
| Наталія Рогожкіна     | Люба Махонина                 |
| Володимир Симонов     | В'ячеслав Махонін             |
| Ірина Апексімова      | Зоя Звонарьова (письменниця)  |
| Ігор Кашинцев         | Сомов                         |
| Володимир Долинський  | Шеф адвокатської контори      |
| Андрій Градов         | Борис (батько Елли)           |
| Іван Литвиненко       | Сашка                         |

| Актор               | Роль                      |
| ------------------- | ------------------------- |
| Сергій Колесников   | Сергій (друг Махонін)     |
| Віктор Сергачев     | китобій, друг Євгенії     |
| Антон Кукушкін      | -                         |
| Юлія Жданова        | Юля                       |
| Оксана Тімановський | Суддя                     |
| Анастасія Лебедєва  | Роза                      |
| Михайло Хомяков     | -                         |
| Зінаїда Кирієнко    | Єлизавета Петрівна        |
| Юлія Чебакова       | секретар                  |
| Петро Кислов        | Віктор (перша любов Елли) |
| Ельміра Метревелі   | -                         |
| Валентин Козачков   | Лев Борисович             |
| Юрій Стицьковський  | музикознавець             |
| Сергій Заботін      | дядько Алік               |

## Знімальна група
- Режисер — Дмитро Бруснікін
- Сценарист — Катерина Костикова, Ганна Слуцки, Катерина Вільмонт
- Продюсер — Тетяна Воронович
- Композитор — Овсій Євсєєв